# 劳君展
劳君展（1900年11月4日—1976年1月3日），女，湖南长沙人，中国社会活动家，新民学会会员，九三学社创立者。

## 生平
劳君展出生于长沙，其祖父劳崇光曾任清朝两广总督。后毕业于周南女校，1918年4月，劳君展在长沙参与毛泽东和蔡和森组织的“新民学会”，并且积极参加驱逐湖南军阀张敬尧运动和“五四运动”。五四运动中，劳君展积极投身争取女权运动，创办了《女界钟》并担任编辑。1920年她参加赴法勤工俭学，行前，毛泽东曾在上海半淞园为她送行。劳君展在法国留学期间，师从瑪麗·居禮，回国后从事教育工作。劳君展和丈夫許德珩始终与中国共产党人保持着友好的关系，并支持掩护革命活动。1945年毛泽东参加重庆谈判时约见了劳君展夫妇。1946年抗日战争胜利一周年之际，劳君展夫妇组织创立了九三学社。中华人民共和国建立后，劳君展在中国人民大学数学系任教，历任北京市人大代表、市政协常委、全国政协委员、全国妇联执委、九三学社常委。

## 亲属
- 丈夫：许德珩